# 四塩化硫黄
四塩化硫黄（英語:Sulfur tetrachloride、化学式:SCl4）は、硫黄と塩素から成る無機化合物である。不安定な淡黄色の化合物であり、固体状態のものしか得られていない。

## 合成
低温で二塩化硫黄を塩素と反応させることで得られる。
{\displaystyle {\ce {SCl2 + Cl2 ->[193K] SCl4}}}
その分子構造は明らかではないが、SCl3+Cl−のような塩が考えられている。

## 反応
242K以上の温度で二塩化硫黄と塩素に分解される。
{\displaystyle {\ce {SCl4 ->[242K] SCl2 + Cl2}}}
四塩化硫黄は以下のように容易に加水分解される。
{\displaystyle {\ce {SCl4 + H2O -> SOCl2 + 2HCl}}}
また、上記の塩化チオニルは水と激しく反応し、二酸化硫黄と塩化水素を発生させるため、全体の反応は以下のようになる。
{\displaystyle {\ce {{SCl4}+ 2H2O -> {SO2}+ {4HCl}}}}
四塩化硫黄は硝酸により酸化される。
{\displaystyle {\ce {{SCl4}+ {2HNO3}+ 2H2O -> {H2SO4}+ 2NO2 (^) + {4HCl}}}}